# Canton d'Eurville-Bienville
Le canton d'Eurville-Bienville est une circonscription électorale française du département de la Haute-Marne.

## Histoire
Un nouveau découpage territorial de la Haute-Marne entre en vigueur à l'occasion des élections départementales de 2015. Il est défini par le décret du 17 février 2014, en application des lois du 17 mai 2013 (loi organique 2013-402 et loi 2013-403). Les conseillers départementaux sont, à compter de ces élections, élus au scrutin majoritaire binominal mixte. Les électeurs de chaque canton élisent au Conseil départemental, nouvelle appellation du Conseil général, deux membres de sexe différent, qui se présentent en binôme de candidats. Les conseillers départementaux sont élus pour 6 ans au scrutin binominal majoritaire à deux tours, l'accès au second tour nécessitant 12,5 % des inscrits au 1er tour. En outre la totalité des conseillers départementaux est renouvelée. Ce nouveau mode de scrutin nécessite un redécoupage des cantons dont le nombre est divisé par deux avec arrondi à l'unité impaire supérieure si ce nombre n'est pas entier impair, assorti de conditions de seuils minimaux. Dans la Haute-Marne, le nombre de cantons passe ainsi de 32 à 17.
Le canton d'Eurville-Bienville est formé de communes des anciens cantons de Chevillon (8 communes), de Saint-Dizier-Sud-Est (2 communes), de Joinville (1 commune) et de Wassy (6 communes). Il est entièrement inclus dans l'arrondissement de Saint-Dizier. Le bureau centralisateur est situé à Eurville-Bienville.

## Représentation
| Période élective | Période élective | Mandat | Mandat   | Identité            | Nuance | Nuance | Qualité                                                                      |
| ---------------- | ---------------- | ------ | -------- | ------------------- | ------ | ------ | ---------------------------------------------------------------------------- |
| 2015             | 2021             | 2015   | 2021     | Nicolas Convolte    |        | RN     | Fonctionnaire de police, Chaumont                                            |
| 2015             | 2021             | 2015   | 2021     | Nadine Marchand     |        | RN     | Mère au foyer                                                                |
| 2021             | 2028             | 2021   | en cours | Dominique Mercier   |        | DVD    | Professeur des écoles Maire de Chevillon (2014 → )                           |
| 2021             | 2028             | 2021   | en cours | Marie-Laure Parison |        | DVD    | Employée Conseillère municipale puis maire (2023 → ) de Rachecourt-sur-Marne |

### Résultats détaillés

#### Élections de mars 2015
Lors des élections départementales de 2015, le binôme composé de Nicolas Convolte et Nadine Marchand (FN) est élu au premier tour avec 50,35 % des suffrages exprimés, devant le binôme composé de Christian Dubois et Virginie Gerevic (DVD) (49,65 %). Le taux de participation est de 55,15 % (3 815 votants sur 6 917 inscrits) contre 52,92 % au niveau départemental et 50,17 % au niveau national.

#### Élections de juin 2021
Le premier tour des élections départementales de 2021 est marqué par un très faible taux de participation (33,26 % au niveau national). Dans le canton d'Eurville-Bienville, ce taux de participation est de 35,1 % (2 360 votants sur 6 724 inscrits) contre 36,26 % au niveau départemental. À l'issue de ce premier tour, deux binômes sont en ballottage : Dominique Mercier et Marie-Laure Parison (Union au centre et à droite, 40,46 %) et Dominique Caldon et Samuel Mauvage (RN, 34,89 %).
Le second tour des élections est marqué une nouvelle fois par une abstention massive équivalente au premier tour. Les taux de participation sont de 34,36 % au niveau national, 36,14 % dans le département et 36,58 % dans le canton d'Eurville-Bienville. Dominique Mercier et Marie-Laure Parison (Union au centre et à droite) sont élus avec 58,71 % des suffrages exprimés (1 382 voix pour 2 460 votants et 6 725 inscrits),,.

## Composition
Le canton d'Eurville-Bienville comprend dix-sept communes entières.
| Nom                                        | Code Insee | Intercommunalité               | Superficie (km2) | Population (dernière pop. légale) | Densité (hab./km2) | Modifier                                    |
| ------------------------------------------ | ---------- | ------------------------------ | ---------------- | --------------------------------- | ------------------ | ------------------------------------------- |
| Eurville-Bienville (bureau centralisateur) | 52194      | CA Saint-Dizier, Der et Blaise | 20,73            | 2 001 (2022)                      | 97                 | modifier les données · modifier les données |
| Bayard-sur-Marne                           | 52265      | CA Saint-Dizier, Der et Blaise | 15,39            | 1 269 (2022)                      | 82                 | modifier les données · modifier les données |
| Chamouilley                                | 52099      | CA Saint-Dizier, Der et Blaise | 7,81             | 725 (2022)                        | 93                 | modifier les données · modifier les données |
| Chevillon                                  | 52123      | CA Saint-Dizier, Der et Blaise | 36,90            | 1 277 (2022)                      | 35                 | modifier les données · modifier les données |
| Curel                                      | 52156      | CA Saint-Dizier, Der et Blaise | 7,63             | 407 (2022)                        | 53                 | modifier les données · modifier les données |
| Domblain                                   | 52169      | CA Saint-Dizier, Der et Blaise | 5,33             | 83 (2022)                         | 16                 | modifier les données · modifier les données |
| Fays                                       | 52198      | CA Saint-Dizier, Der et Blaise | 5,98             | 62 (2022)                         | 10                 | modifier les données · modifier les données |
| Fontaines-sur-Marne                        | 52203      | CA Saint-Dizier, Der et Blaise | 6,47             | 146 (2022)                        | 23                 | modifier les données · modifier les données |
| Magneux                                    | 52300      | CA Saint-Dizier, Der et Blaise | 5,80             | 154 (2022)                        | 27                 | modifier les données · modifier les données |
| Maizières                                  | 52302      | CA Saint-Dizier, Der et Blaise | 11,70            | 184 (2022)                        | 16                 | modifier les données · modifier les données |
| Narcy                                      | 52347      | CA Saint-Dizier, Der et Blaise | 11,12            | 211 (2022)                        | 19                 | modifier les données · modifier les données |
| Osne-le-Val                                | 52370      | CA Saint-Dizier, Der et Blaise | 26,92            | 256 (2022)                        | 9,5                | modifier les données · modifier les données |
| Rachecourt-sur-Marne                       | 52414      | CA Saint-Dizier, Der et Blaise | 5,65             | 740 (2022)                        | 131                | modifier les données · modifier les données |
| Roches-sur-Marne                           | 52429      | CA Saint-Dizier, Der et Blaise | 7,87             | 583 (2022)                        | 74                 | modifier les données · modifier les données |
| Sommancourt                                | 52475      | CA Saint-Dizier, Der et Blaise | 5,73             | 55 (2022)                         | 9,6                | modifier les données · modifier les données |
| Troisfontaines-la-Ville                    | 52497      | CA Saint-Dizier, Der et Blaise | 37,88            | 432 (2022)                        | 11                 | modifier les données · modifier les données |
| Valleret                                   | 52502      | CA Saint-Dizier, Der et Blaise | 4,76             | 63 (2022)                         | 13                 | modifier les données · modifier les données |
| Canton d'Eurville-Bienville                | 5208       |                                | 223,67           | 8 648 (2022)                      | 39                 | modifier les données                        |

## Démographie
En 2022, le canton comptait 8 648 habitants, en évolution de −4,64 % par rapport à 2016 (Haute-Marne : −4,62 %, France hors Mayotte : +2,11 %).
| 2013  | 2018  | 2022  |
| ----- | ----- | ----- |
| 9 335 | 8 898 | 8 648 |